# Abdullah Mukarram Shah di Kedah
al-Azizzu ul-Mulk al-Qadir al-Ghalib Ghahr al-Maghlub, us-Sultan Khalifatu'llah 'Ala Da'irah Kedah, Paduka Sri Sultan 'Abdu'llah al-Mukarram Shah ibni al-Marhum Sultan Muhammad Jiwa Zain al-'Adilan Mu'azzam Shah (prima del 22 aprile 1750 – Alor Setar, 10 marzo 1798) è stato sultano di Kedah dal 1778 al 1798.

## Primi anni di vita, formazione e primi anni di regno
Abdullah Mukarram Shah di Kedah nacque prima del 22 aprile 1750 ed era il terzo figlio del sultano Muhammad Jiwa Zainal Adilin II e della sua terza moglie.
Venne adottato da Tunku Putri, la Raja Permaisuri, la seconda e più importante moglie di suo padre. Il 6 aprile 1760 gli venne assegnato la carica di vice sovrano con il titolo di Yang di-Pertuan Muda. Gli fu garantito il controllo su Alor Setar, Limbong e Anak Bukit. Impopolare tra i suoi parenti, la sua nomina indusse molti a formare un'alleanza con i bugis per deporlo e nel marzo del 1771 invasero e conquistarono il Kedah.
Il 23 settembre 1778 venne proclamato nuovo sultano. Nel 1780 ordinò la ricostruzione della fortezza di Kota Kuala Bahang, distrutta dal sultanato di Aceh nel 1619, secondo il progetto originale. Il sultano nominò Hafiz Sab architetto della fortezza.

## La minaccia del Siam
La guerra tra Birmania e Siam durò dal 1753 al 1781. Mentre il conflitto era ancora in corso, il Kedah interruppe la consegna del bunga mas al Siam. Dopo la fine della guerra il Siam ritornò ad essere una potenza regionale e chiese al Kedah di inviare più bunga mas. Il sultano Abdullah si sentì minacciato dalle richieste del Siam. Voleva infatti preservare la sovranità del sultanato e il benessere del suo popolo. Abdullah non ebbe altra scelta che cercare l'assistenza militare dalla Compagnia britannica delle Indie orientali. Abdullah offrì la regione di Penang in cambio della protezione del Kedah dalla minaccia siamese. Il capitano Francis Light era a conoscenza dell'importanza del porto di Penang e delle sue basi militari. L'offerta era irresistibile, anche se la Compagnia voleva proteggere gli interessi del commercio con il Siam.

## L'accordo, l'occupazione e il tradimento
Francis Light raggiunse personalmente un accordo con il sultano Abdullah nell'anno 1786. Abdullah lasciò che Francis Light rimanesse a Penang, a condizione che fornisse assistenza militare al sultanato quando necessario. L'accordo implicava che:
- la Compagnia doveva fornire assistenza militare al Kedah qualora fosse attaccato dai nemici;
- la Compagnia non doveva guidare i nemici del Kedah;
- la Compagnia doveva pagare fino a 30 000 pezzi da 8 ogni anno al sultano Abdullah come riparazione.

L'11 agosto 1786 nella colonia fu issata la Union Jack. Francis Light chiamò Penang "Isola del Principe di Galles" e il suo insediamento "George Town" in onore a re Giorgio III. Questo segnò l'inizio dell'occupazione britannica della Malaysia. L'anno 1786 il Siam conquistò Pattani, capitale dell'omonimo sultanato, e minacciò il Kedah. Abdullah chiese l'assistenza militare dalla Compagnia britannica delle Indie orientali come da accordi. Questa tuttavia si rifiutò di fornire assistenza perché Abdullah aveva stretto un accordo con Francis Light, ma non con la Compagnia. Abdullah costrinse Francis Light a lasciare Penang. Il capitano era riluttante a lasciare la colonia e offrì un risarcimento danni che fu respinto dal sultano. Nel 1791 il sovrano con l'aiuto di Riau, Siak e Selangor fu in grado di preparare una flotta per attaccare e riconquistare Penang. Francis Light chiese assistenza ai militari britannici per attaccare la fortezza del sultano Abdullah a Seberang Perai. Il sovrano fu sconfitto e giunse pertanto a firmare un trattato di pace il 1º maggio 1791. Con questo trattato di pace la Compagnia britannica delle Indie orientali annetteva ufficialmente Penang e come compensazione essa accettò di pagare fino a 6000 pezzi da 8 ogni anno al sultano Abdullah.

## Vita personale
- Sposò la sua prima moglie, Tengku Puneh binti al-Marhum Sultan Sallehuddin Shah, Tengku Besar, nel 1767 prima di divorziare due anni dopo.
- Ebbe un figlio con Wan Mek:
  - Tunku Yahya
- Ebbe tre figli e sei figlie con Wan Kamaliah, Tuan Mas, figlia del Dato 'Sri Paduka Raja Laksamana di Kedah:
  - Tunku Ahmad Tajuddin;
  - Tunku Bisnu;
  - Tunku Ahmad;
  - Tunku Hitam;
  - Tunku Chik;
  - Tunku Zamzam.

Ebbe tre figli e una figlia con Che Puan Paduka Bonda, una principessa del regno di Pattani, figlia di Sultan Muhammad 'Abdu'l Jalil Karimu'lláh Mualim Shah, raja di Patani:
- - Tunku Ibrahim;
  - Tunku Sulaiman;
  - Tunku Kusu.
- Ebbe un figlio con Che Fatima Dewi, Che Mas:
  - Tunku Daud

Ebbe due figli e due figlie con Che Chandra Sari:
- - Tunku Ya'akub
  - Tunku Muhammad Yusuf
- Ebbe due figlie con Che' Bida Sari

## Morte
Morì all'Istana Baginda di Alor Setar il 10 marzo 1798 e fu sepolto nel cimitero reale di Kota Langgar.